# ايديس أوف مارش
ايديس أوف مارس (بالإنجليزية: The Ides of March)‏ فيلم درامي سياسي أمريكي انتج عام 2011 الفيلم من بطولة وإخراج جورج كلوني ورايان غوسلينغ وفيليب سيمور هوفمان.

## طاقم التمثيل
- راين غوسلينغ
- جورج كلوني
- فيليب سيمور هوفمان
- بول جياماتي
- إيفان رايتشل وود

## القصة
تدور الحبكة في الفيلم حول ستيفن مايرز وهو شاب طموح ومثالي يعمل كمدير إعلامي لمرشح أمريكي ديموقراطي ذي تطلعات تقدّمية مثل الاستغناء عن النفط بعمل نقلة في صناعة السيارات وفرض هذا الاتجاه على شركات السيّارات، وتثبيت دور الولايات المتحدة كقائد سياسي واقتصادي وتكنولوجي في العالم، لكن المشكلة في تطلعات هذا المرشح هي اللاواقعية المثالية الزائدة فيها، والورطة التي يقع فيها مديره الإعلامي هي كيفية تحويل أحلامه تلك إلى أفكار واقعية يمكنهم تسويقها للمواطن العادي، وهي وظيفة شاقّة كان ستيفن سعيدا بالعمل فيها لايمانه بمبادئ هذا المرشح وأخلاقياته ومتحمسا لفكرة وشخصه، إلى أن يكتشف ما يصدمه بهذا المرشح صدمة كبرى، ثم يجد الصدمات تتوالى عليه الواحدة تلو الأخرى من كل جانب بعالم السياسة القذر الذي على الرغم من كونه جزءاً منه فإنه كان يتصور أنه يعيش في عالم حالم مثالي غير واقعي ولم يفقه حقيقة الأمور الا متأخرا.

## الميزانية والإيرادات
بلغت تكلفة إنتاج الفيلم حوالي 12.5 مليون دولار بينما حقق أرباحا تقدر بـ 75,993,061 دولار.

## وصلات خارجية
- ايديس أوف مارش على موقع IMDb (الإنجليزية)
- ايديس أوف مارش على موقع ميتاكريتيك (الإنجليزية)
- ايديس أوف مارش على موقع الموسوعة البريطانية (الإنجليزية)
- ايديس أوف مارش على موقع روتن توميتوز (الإنجليزية)
- ايديس أوف مارش على موقع نتفليكس (الإنجليزية)
- ايديس أوف مارش على موقع قاعدة بيانات الأفلام العربية
- ايديس أوف مارش على موقع ألو سيني (الفرنسية)
- ايديس أوف مارش على موقع Turner Classic Movies (الإنجليزية)
- ايديس أوف مارش على موقع أول موفي (الإنجليزية)
- ايديس أوف مارش على موقع بوكس أوفيس موجو (الإنجليزية)